# BBC Kluisbergen
BBC Kluisbergen was een Belgische basketbalclub uit Kluisbergen.

## Geschiedenis

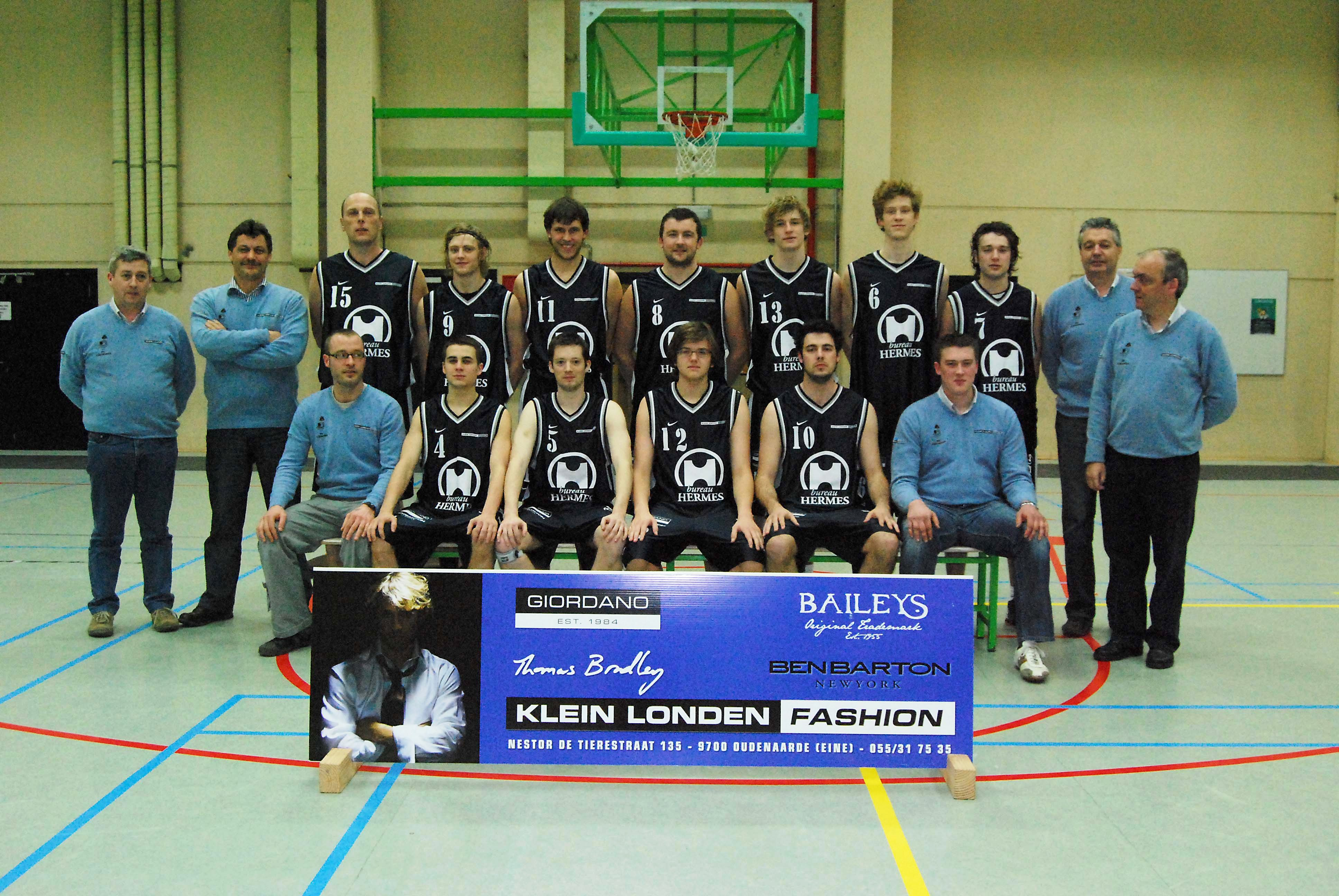
A-ploeg 2008-2009

Deze club werd opgericht in 1950 als VOS Berchem. Van 1965 tot 1975 was de naam The Dino's. Onder invloed van een belangrijke sponsor werd van 1975 tot 1988 de naam BBC Cars St.-Michel aangenomen. Vanaf 1988 werd dit BBC Kluisbergen.
Van 1950 tot 1983 vonden de thuiswedstrijden plaats op het buitenterrein aan de Brugzavel in Berchem (Oost-Vlaanderen). Van 1983 tot 1992 diende de club, door de verplichting om in zaal te spelen, uit te wijken naar Avelgem tot in 1992 Sporthal Kluisbos zijn deuren opende en BBC Kluisbergen weer thuiskwam.
In 2012 fuseerde deze club met K.BT Ronse SK tot Blue Rocks Ronse-Kluisbergen